# Abachi
Az abachi vagy obeche, wawa a trópusi Afrikából származó könnyű, lágy lombos faanyag, a Triplochiton scleroxylon fa anyaga.

## Az élő fa
Hazája Nyugat- és Közép-Afrika, Libériától Kamerunon át a Kongó vidékéig. A trópusi fél-örökzöld erdőkben, szárazabb termőhelyeken található. 30–50 méter magasra nő, támaszgyökerei akár 8 méter magasságig is felérnek. Kérge fehér, sima, idősebb fáknál szürkés narancsszínű, pikkelyesen leválik. A kéregvastagság 1–3 cm.

## A faanyag
A szíjács és a geszt színe alig tér el egymástól, elefántcsontszínű, szalmasárga. Ritkán előfordul világosbarna geszt. A növekedési zónák halványan látszanak. Likacsai közepesen nagyok, nem nagy számúak, szórt elhelyezkedésűek. Bélsugarai szélesek, a sugármetszeten tükröket alkotnak. Gyakori a váltakozó növés. A húrmetszeten kézi nagyítóval emeletes elrendezésű parenchima-sávok figyelhetők meg, ez segít az abachit megkülönböztetni a hasonló jellegű afrikai fáktól.

## Felhasználása
SzárításLassan kell szárítani, akkor is előfordulhat repedés, vetemedés. Használat közbeni stabilitása jó.
MegmunkálásMinden szerszámmal könnyen, jól megmunkálható, a váltakozó növés nehezítheti a gyalulást. Nagyon jól késelhető, hámozható. Nem könnyen, de gőzölve hajlítható. A frissen megmunkált anyag kellemetlen szagú.
RögzítésKönnyen szögelhető, csavarozható, de a kötések nemigen tartanak. Jól ragasztható.
FelületkezelésKönnyen csiszolható, jól pácolható, pórustömítés után jól lakkozható.
TartósságGombáknak kismértékben ellenálló.
A fűrészáru bútorlap készítésére vakfának, a hámozott furnér vakfurnérnak alkalmas, a késelt furnér borításra is. Belsőépítészeti célokra, bútorokhoz és ládagyártáshoz használják. Könnyű anyaga alkalmas még járművek, repülőgép, koporsó készítésére, jó hőszigetelő képességét kihasználva a szaunák berendezésének emberi testtel érintkező részei készülnek belőle.